# Marta Canessa
Marta Canessa (Montevideo, desembre de 1936) fou la primera dama de l'Uruguai en dues ocasions, de 1985 a 1990 i de 1995 fins a l'any 2000, pel seu matrimoni amb el dues vegades president de la República, el doctor Julio María Sanguinetti Coirolo. Amb ell té dos fills, Julio Luis i Emma, i quatre nets.
És professora d'història, i va ser membre de la Comissió Especial Permanent de la Ciudad Vieja de Montevideo durant 15 anys. També va ser membre del Consell Honorari de les Obres de Preservació i Reconstrucció de la Colonia del Sacramento, més tard declarada Patrimoni de la Humanitat per la UNESCO. Va rebre la Gran Creu de l'Ordre Nacional de Mèrit a França i la Gran Creu de l'Ordre d'Isabel la Catòlica a Espanya.
Actualment és membre de la Reial Acadèmia d'Història d'Espanya, així com de la Reial Acadèmia d'Història de Veneçuela, Colòmbia i República Dominicana.